# 65 Возничего
65 Возничего (лат. 65 Aurigae, HD 57264) — тройная звезда в созвездии Возничего на расстоянии приблизительно 252 световых лет (около 77 парсеков) от Солнца. Видимая звёздная величина звезды — +5,12m. Возраст звезды оценивается как около 3,31 млрд лет.

## Характеристики
Первый компонент — жёлто-оранжевый гигант спектрального класса G8III или K0III. Видимая звёздная величина звезды — +5,2m. Масса — около 1,34 солнечной, радиус — около 13,02 солнечных, светимость — около 69,566 солнечных. Эффективная температура — около 4620 К.
Второй компонент — жёлто-оранжевый карлик спектрального класса K-G. Видимая звёздная величина звезды — +11,7m. Радиус — около 0,54 солнечной, светимость — около 0,165 солнечной. Эффективная температура — около 5019 К. Удалён на 11,4 угловых секунд.
Третий компонент удалён на 39,7 угловых секунд. Видимая звёздная величина звезды — +12,1m.